# Gerhard Winkler
Gerhard Winkler (Langewiesen, 17 de enero de 1951) es un deportista alemán que compitió para la RFA en biatlón.
Participó en los Juegos Olímpicos de Lake Placid 1980, obteniendo una medalla de bronce en la prueba por relevos. Ganó una medalla de bronce en el Campeonato Mundial de Biatlón de 1978.

## Palmarés internacional
| Juegos Olímpicos   | Juegos Olímpicos             | Juegos Olímpicos  | Juegos Olímpicos |
| Año                | Lugar                        | Medalla           | Prueba           |
| ------------------ | ---------------------------- | ----------------- | ---------------- |
| 1980               | Lake Placid (Estados Unidos) | Medalla de bronce | Relevos          |
| Campeonato Mundial |                              |                   |                  |
| Año                | Lugar                        | Medalla           | Prueba           |
| 1978               | Hochfilzen (Austria)         | Medalla de bronce | Relevos          |